# Sebastian Rădulețu
Sebastian Rădulețu (n. 6 august 1975) este un jurist care ocupă din 2023 funcția de judecător la Curtea Europeană a Drepturilor Omului din partea României. Acesta a înlocuit-o pe Iulia Motoc în această funcție.
Acesta este avocat de profesie.
Este profesor universitar doctor in cadrul Facultății de Drept și Științe Administrative - Universitatea din Craiova, la disciplinele de drept penal general, libertăți fundamentale, drepturile procedurale în cadrul CEDO.